# Farní sbor Českobratrské církve evangelické ve Vilémově u Golčova Jeníkova
Farní sbor Českobratrské církve evangelické v Vilémově u Golčova Jeníkova byl sborem Českobratrské církve evangelické v Vilémově u Golčova Jeníkova. Sbor spadá pod Chrudimský seniorát.
Sbor nebyl v období před zánikem obsazen farářem, administroval ho farář Benjamin Kučera; kurátorem sboru byl Vratislav Smítka.
Sbor byl založen roku 1881 jako luterský. K 1. 1. 2024 byl sbor sloučen se sborem v Opatovicích. Kostel byl prodán městysi Vilémov. Na září 2023 byly následně naplánovány společné rozlučkové bohoslužby opatovického a vilémovského sboru. Ty se pak za hojné účasti konaly 17. září.

## Faráři sboru
- Gustav Adolf Skalský (1881-1887)
- František Hrejsa (1887-1895)
- Otmar Hrejsa (1896-1898)
- Josef Cohorna (1897-1899)
- Maxmilián Machotka (1904-1908)
- Rudolf (z) Lány (1910-1920)
- František Hrejsa (1920-1923)
- Jan Karel Smetana (1927-1947)
- Mirko Nagy (1948–1965)
- Miloslav Plecháček (1965–1968)
- Ondřej Titěra (1989–1998)
- Tomáš Potoček (1999–2005)
- Ladislav Havelka (2005–2009)
- Vojen Syrovátka (2010–2019)